# Polygala chinensis
Polygala chinensis là một loài thực vật có hoa trong họ Polygalaceae. Loài này được Carl von Linné miêu tả khoa học đầu tiên năm 1753.